# Saale-Holzland
Saale-Holzland é um distrito (kreis ou landkreis) da Alemanha localizado no estado da Turíngia.

## Cidades e municípios
| Cidades livres                               | Municípios | |
| -------------------------------------------- | --- | --- |
| 1. Bürgel 2. Eisenberg 3. Kahla 4. Stadtroda | 1. Albersdorf 2. Bad Klosterlausnitz 3. Bobeck 4. Gösen 5. Graitschen bei Bürgel 6. Hainspitz 7. Mertendorf 8. Möckern 9. Nausnitz 10. Petersberg | 1. Poxdorf 2. Rauschwitz 3. Ruttersdorf-Lotschen 4. Scheiditz 5. Schlöben 6. Schöngleina 7. Serba 8. Tautenhain 9. Waldeck 10. Weißenborn |

| Verwaltungsgemeinschaften | Verwaltungsgemeinschaften | Verwaltungsgemeinschaften |
| --- | --- | --- |
| 1. Dornburg-Camburg 1. Dornburg-Camburg1, 2 2. Frauenprießnitz 3. Golmsdorf 4. Großlöbichau 5. Hainichen 6. Jenalöbnitz 7. Lehesten 8. Löberschütz 9. Neuengönna 10. Tautenburg 11. Thierschneck 12. Wichmar 13. Zimmern 2. Heideland-Elstertal-Schkölen 1. Crossen an der Elster1 2. Hartmannsdorf 3. Heideland 4. Rauda 5. Schkölen 6. Silbitz 7. Walpernhain | 3. Hermsdorf 1. Hermsdorf1, 2 2. Mörsdorf 3. Reichenbach 4. Schleifreisen 5. Sankt Gangloff 4. Hügelland/Täler 1. Bremsnitz 2. Eineborn 3. Geisenhain 4. Gneus 5. Großbockedra 6. Karlsdorf 7. Kleinbockedra 8. Kleinebersdorf 9. Lippersdorf-Erdmannsdorf 10. Meusebach 11. Oberbodnitz 12. Ottendorf 13. Rattelsdorf 14. Rausdorf 15. Renthendorf 16. Tautendorf 17. Tissa 18. Trockenborn-Wolfersdorf 19. Tröbnitz1 20. Unterbodnitz 21. Waltersdorf 22. Weißbach | 5. Südliches Saaletal [seat: Kahla] 1. Altenberga 2. Bibra 3. Bucha 4. Eichenberg 5. Freienorla 6. Großeutersdorf 7. Großpürschütz 8. Gumperda 9. Hummelshain 10. Kleineutersdorf 11. Laasdorf 12. Lindig 13. Milda 14. Orlamünde2 15. Reinstädt 16. Rothenstein 17. Schöps 18. Seitenroda 19. Sulza 20. Zöllnitz |
| 1sede do Verwaltungsgemeinschaft;2cidade | | |

## História
Em 1 de dezembro de 2008, as cidades de Camburg e Dornburg/Saale e o município de Dorndorf-Steudnitz foram agrupados, formando a cidade de Dornburg-Camburg.